# MOVE
MOVE ou o MOVE Organization (embora o nome não seja uma sigla, é escrito pelos seguidores em letras maiúsculas) foi uma organização formada em Filadélfia, Pensilvânia, Estados Unidos da América, em 1972 por John África e Donald Glassey. MOVE foi descrita pela CNN como um "loose-knit (uma rede-solta/difusa), grupo constituído principalmente por negros cujos membros adoptaram o apelido África, defendeu um estilo de vida de «regresso-à-natureza» e pregou contra a tecnologia". Na sequência de um confronto mortal com a polícia em 1978 , nove membros do MOVE foram condenados a prisão por assassinato em terceiro grau. O grupo chamou a atenção internacional em 1985, após uma tentativa por parte do Departamento de Polícia de Filadélfia em executar os mandados de detenção ter acabado numa escalada dramática de violência. A polícia jogou duas bombas a partir de um helicóptero sobre o telhado da edifício do MOVE. O incêndio resultante foi deixado arder. Isto resultou na morte de seis adultos e cinco crianças.

### Pro-MOVE
- Official MOVE website
- "John Africa's MOVE Organization" - collection of pro-MOVE documents
- MOVE's Profile on Earth Liberation Prisoners Support Network

### Anti-MOVE
- Blog of MOVE critic and former member Tony Allen
- MoveOrganization.com, "Dedicated To Educating The Public About the Cult Known as the MOVE Organization"

### Imprensa
- Mindfully.org's scan of a 1985 New York Times story on the bombing
- A 1996 New York Times article recounting the story of the bombing and the ensuing trial
- MOVE news media archive on anti-cult site RickRoss.com
- NPR: Philadelphia MOVE Bombing Still Haunts Survivors 2005 retrospective of 1985 incident.
- E-library of documents concerning the group (registration required)
- Philadelphia: 1980s, MOVE siege  - 30 photos related to the 1985 incident from the Philadelphia Inquirer.

### Outras fontes
- Report of the Philadelphia Special Investigation Commission (AKA the "MOVE Commission")